# Сирианни, Ник
Ник Джонн Сирианни (англ. Nicholas John Sirianni; род. 15 июня 1981, Джеймстаун, Шатокуа, Нью-Йорк, США)  — американский тренер по американскому футболу, в настоящее время тренер команды «Филадельфия Иглз», выступающей в Национальной Футбольной Лиге (НФЛ).

## Юность
Сирианни — сын Фрэн и Эми Сирианни. Его отец был главным тренером Юго-западной центральной средней школы в Уэст-Элликотте, штат Нью-Йорк , которую Ник окончил в 1999 году.

## Тренерская карьера
Сирианни начал тренировать в качестве тренера защитников в своем университете Маунт-Юнион. После одного сезона тренерской работы в Маунт Юнион он был принят на работу в Университет Индианы в Пенсильвании, где в течение трех сезонов тренировал Ресиверов.
С 2009 года начал работать в «Канзас-Сити Чифс» в качестве тренера по контролю качества нападения.
С 2013 по 2017 год был тренером в команде «Лос-Анджелес Чарджерс»
С 2018 по 2020 год был тренером «Индианаполис Колтс»
24 января 2022 года Сирианни был нанят, чтобы стать главным тренером «Филадельфия Иглз» после увольнения Дага Педерсона.
«Иглз» в 2022 году установили рекорд 14–3 в регулярном сезоне, заработав чемпионство в восточном дивизионе Национальной футбольная конференции.

## Супербоул LVII
«Филадельфия Иглз» проиграли «Канзас-Сити Чифс» в Супербоул LVII в 2023 году.
Команда преуспела как в нападении так и в защите: набрала 477 очков (3-е место в НФЛ) и пропустила только 344 очка (8-е место), а восемь её игроков были выбраны в Pro Bowl
Защита Филадельфии заняла второе место в лиге по наименьшему количеству пропущенных ярдов (5125) и установила рекорд НФЛ с четырьмя игроками, которые зафиксировали не менее десяти сэков.